# Sant Llorenç del Mont (Argelers)
Sant Llorenç del Mont és una església romànica situada al sud del terme comunal rossellonès d'Argelers, a la Catalunya del Nord, al massís de la Maçana, a uns 200 m d'altitud.

## La parròquia de Sant Pere de la Cellera
L'església del Mont era, a l'origen, al capdavant de la parròquia de Sant Pere de la Cellera, i se l'esmenta en una acta del rei Lotari del 981 de confirmació de les possessions de l'Abadia de Sant Genís de Fontanes. La parròquia de Sant Pere tenia el seu centre a la vall del Ravaner, al lloc de l'actual Mas Cònsol.

## L'església de Sant Llorenç
L'actual església es va construir al segle xii, i la consagrà Guillem Jordà, bisbe d'Elna, el 8 de maig del 1164. Cas rar en l'arquitectura romànica, l'església no sembla pas presentar mantes fases de construcció i no ha patit grans modificacions. Es tracta, doncs, d'un exemple perfecte d'arquitectura religiosa rossellonesa del segle xii.
Perdé el títol parroquial amb la desaparició de la parròquia de Sant Pere vers el segle xvii, emperò mai no fou abandonada totalment i s'hi feia culte ocasionalment (aplec el 10 d'agost, dia del sant patró). De resultes de la Revolució francesa, l'edifici va ser venut com a bé nacional a Francesc de Bertran, baró de Palmerola (1755-1816), alcalde de Perpinyà i general de l'exèrcit francès, que no volia que quedés desafectat i perdés la funció religiosa.
L'han restaurada als anys 90 voluntaris argelerencs. Va ser classificada com a Monument històric de França el 1994.

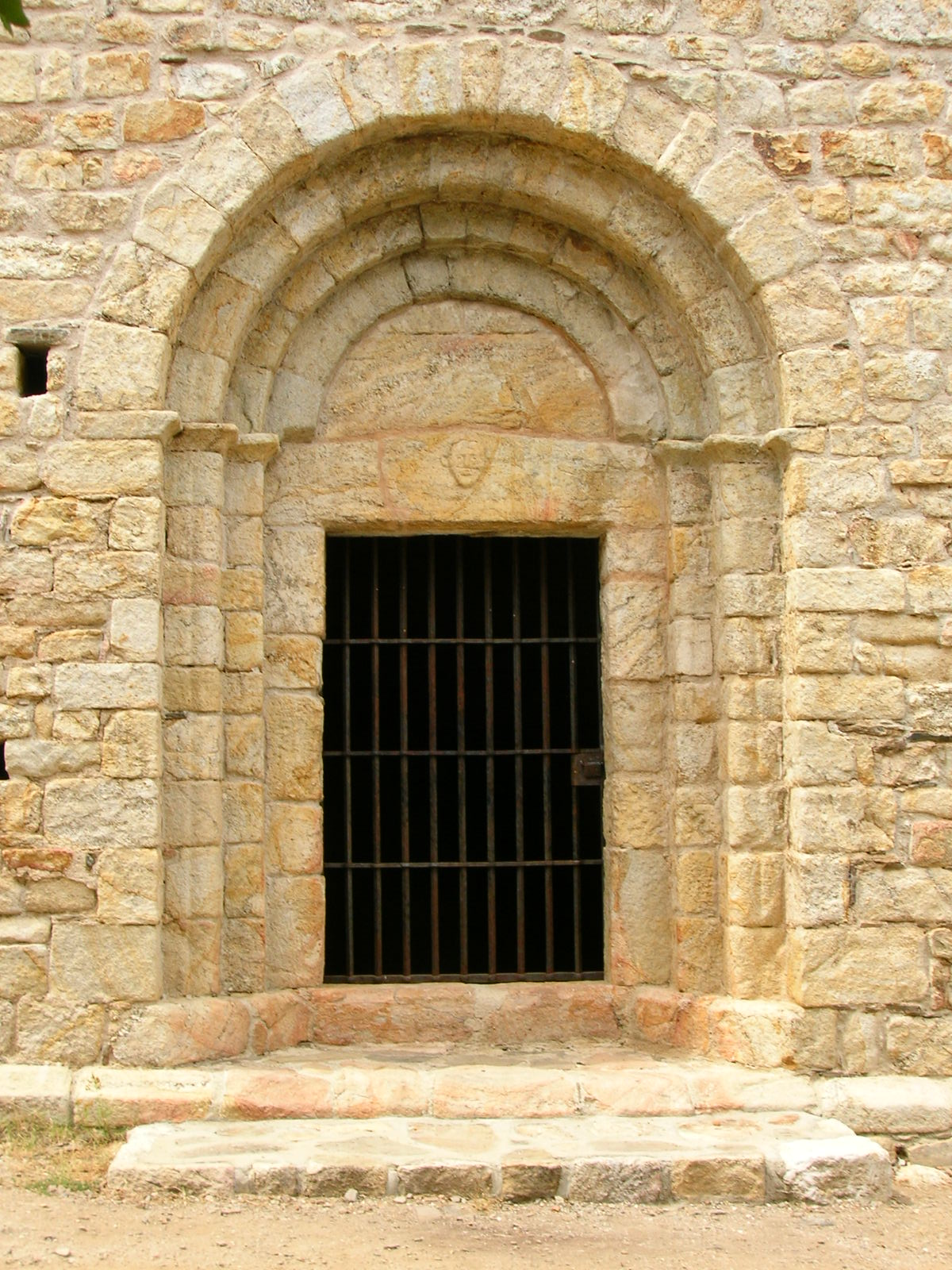
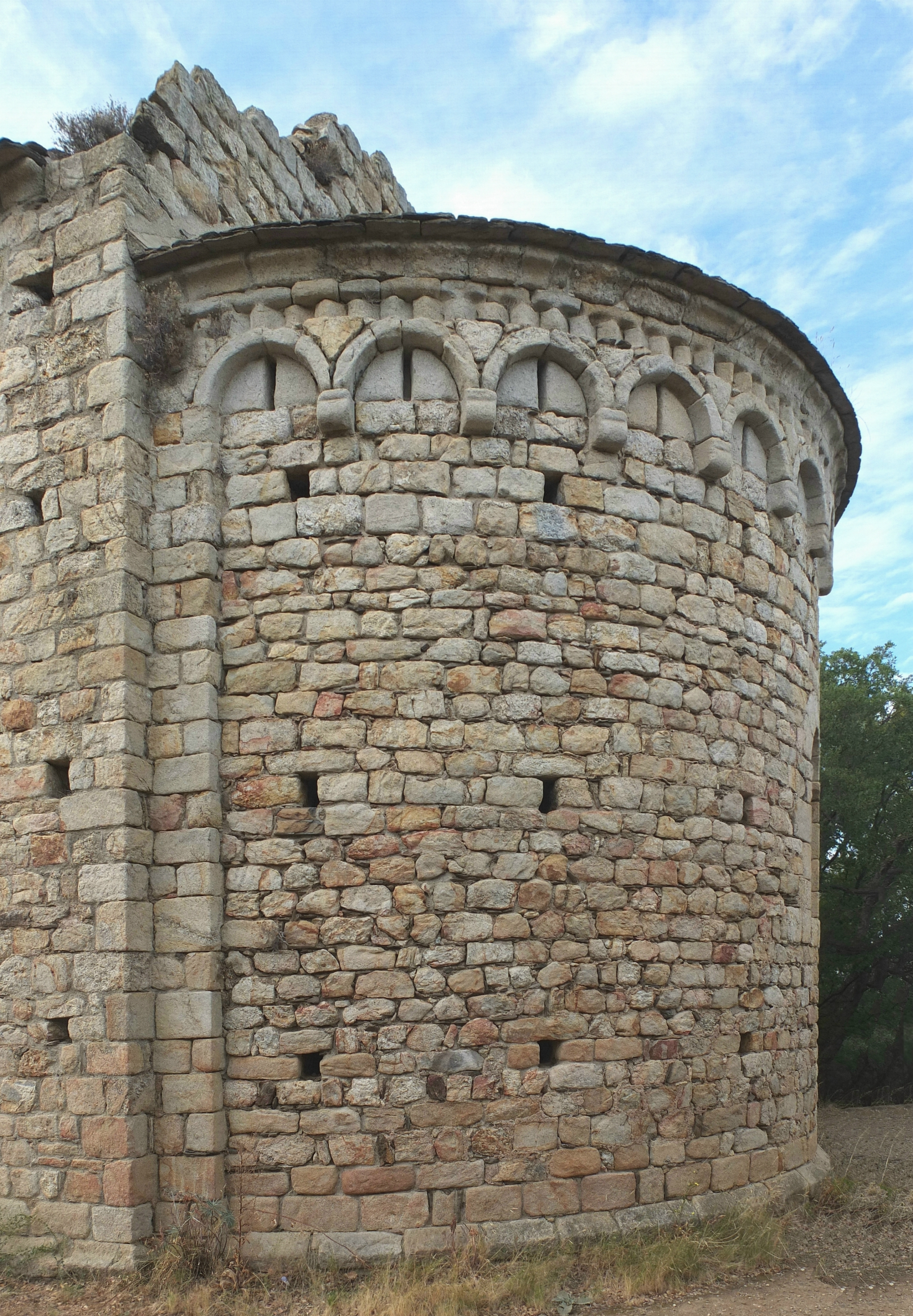

## Topònims de la parròquia alcapbreud'Argelers del 1293
- AL RAVANER doc 5,16,43,53,56,58,71,107,200,277
- ALS CADRELS doc 25,58,158
- ARGILAGUERS doc 198
- BOSC DE MESSIA doc 75
- CARRAL doc 149
- COPORELA doc 43
- CORTZ/CURTES doc 107,123,233
- GAVARRA doc 35,279,283
- LA CLUSELA doc 39,65
- LINA doc 56,149,168,169,200
- MARCO doc 5,58,198,253
- MANSUM DEL QUER ALB doc 75,133
- PERA/PIRAM doc 4,164,279
- PERADES doc 182
- POBOLERA doc 53
- PRADELAT doc 41,43,64,65,11,111,138,159,165,199,201,221,259,265,274
- PUIG DE LA PERA doc 53
- PUIG DE VIYA doc 56,272
- PUIG D'ORFILA doc 21,153,183,207
- QUER ALB doc 75,133
- STAGNUM ROTUNDUM doc 21,33,58,110,111
- ULLASTRE doc 8,43,51,53,73,96
- VILAR doc 75,133
- VOLPILERA